# Arve Lossmann
Arve Lossmann (* um 1925) ist ein dänischer Badmintonspieler. 

## Karriere
Arve Lossmann gewann 1949 und 1950 die Denmark Open. In der Saison 1950/1951 gewann er den nationalen dänischen Titel im Mixed mit Kirsten Thorndahl. Mit ihr belegte er in der gleichen Saison auch Rang zwei beim damals bedeutendsten Badmintonturnier der Welt, den All England.

## Sportliche Erfolge
| Saison    | Veranstaltung                   | Disziplin    | Platz | Name                                         |
| --------- | ------------------------------- | ------------ | ----- | -------------------------------------------- |
| 1949      | Denmark Open                    | Herrendoppel | 1     | Arve Lossmann / John Nygaard                 |
| 1950      | Denmark Open                    | Mixed        | 1     | Arve Lossmann / Kirsten Thorndahl            |
| 1950/1951 | Dänemark: Einzelmeisterschaften | Mixed        | 1     | Arve Lossmann / Kirsten Thorndahl, Amager BC |
| 1951      | All England                     | Mixed        | 2     | Avre Lossman / Kirsten Thorndahl             |